# Semiproporční volební systém
Semiproporční volební systém je kategorie volebního systému, ve které je na úrovni volebního obvodu využita většinová technika ve smyslu přidělení mandátu kandidátům s největším počtem hlasů, ale není zaručeno, že budou všechny mandáty přiděleny jedné kandidátce.
Semiproporční volební systémy lze rozdělit na:
- Schvalující hlasování nebo odmítavé hlasování (anglicky approval/disapproval vote)
- Neomezené hlasování (anglicky unlimited vote) - někdy bývá spojováno s blokovým hlasováním (anglicky block vote), ale to patří do kategorie Většinových volebních systémů
- Limitované hlasování (anglicky limited vote)
- Kumulované hlasování (anglicky cumulative vote)
- Systém jednoho nepřenosného hlasu (anglicky single non-transferable vote, SNTV)
- Bordovo hlasování (nazýváno též bodování)